# Guibert de Nogent
Guibert de Nogent (Catenoy (Oise), 1055-1124) fou un monjo benedictí. L'any 1104 fou elegit abat del monestir de Nogent-sous-Coucy, a la regió de la Picardia.
Guibert de Nogent visqué en una època plena de convulsions i lluites, tant de poder com de religió, i en els seus escrits s'hi pot apreciar l'arrelament del feudalisme o les lluites entre l'emperador i el papat pels drets de l'església.
Ens ha arribat de Guibert una important obra literària on destaquen els tractats teològics o escrits de cronista.
Una de les seues obres més destacades fou Gesta Dei per Francos ("L'heroïcitat de Déu per mitjà del poble Franc") escrit entre 1107 i 1108. En aquesta obra destaca l'explicació i relat planer que fa sobre la Primera Croada coneguda com la croada dels pobres o popular.